# Severn
Pour les articles homonymes, voir Rivière Severn.
 (juillet 2014).
Si vous disposez d'ouvrages ou d'articles de référence ou si vous connaissez des sites web de qualité traitant du thème abordé ici, merci de compléter l'article en donnant les références utiles à sa vérifiabilité et en les liant à la section « Notes et références ».
La Severn (en gallois Afon Hafren, en latin Sabrina), anciennement la Saverne ou Sabrine en français, est un fleuve né au pays de Galles et traversant l'Angleterre occidentale. D'une longueur de 354 kilomètres, c'est le plus long cours d'eau du Royaume-Uni.

## Géographie
La Severn prend sa source au centre du pays de Galles, dans les monts Cambriens. Elle suit d'abord une direction nord-est qui s'infléchit vers le sud-est, puis bifurque vers le sud non loin de Birmingham. Elle traverse Shrewsbury, Worcester et Gloucester avant d'entrer dans le canal de Bristol par un long estuaire. L'influence de la marée à son embouchure est l'une des plus marquées au monde[réf. nécessaire].

## Affluents
Le long du fleuve, on peut trouver un grand nombre d'affluents, mais les trois plus importants sont le Vyrnwy, le Teme (en) et l'Avon du Warwickshire. Le Wye, l'Avon de Bristol et l'Usk se jettent tous dans l'estuaire de la Severn. Les affluents principaux sont ici décrits.
Le premier affluent d'importance est l'Afon Dulas (en), rejoignant le cours principal depuis le sud, immédiatement en amont de Llanidloes, avec l'Afon Clywedog (en) se jetant au niveau de la ville. L'Afon Cerist (en), renforcé par l'Afon Trannon, et l'Afon Carno (en) se joignent au fleuve sur la rive gauche en amont du village de Caersws. Le ruisseau Mochdre entre à l'extrémité ouest de Newtown, suivi du Bechan Brook au nord-est de la ville. La Mule (en) s'insère au niveau d'Abermule, et la rivière Rhiw (en) à l'est de Berriew, suivi rapidement du Camlad (en) qui coule au nord de Churchstoke et à proximité du ruisseau Luggy. Le ruisseau Sylfaen, sur la rive gauche, s'insère à Welshpool, et le Bele Brook par le New Cut, à l'est d'Arddlin (en).
La rivière Vyrnwy, qui prend sa source au lac Vyrnwy (en), coule vers l'est à travers Powys, rassemblant les eaux du Banwy (en), du Cain (en) et du Tanat (en), avant de constituer une partie de la frontière entre l'Angleterre et le Pays de Galles, et de se joindre au Severn près de Melverley, dans le Shropshire. La rivière Perry (en) se jette sur la rive gauche au-dessus de Shrewsbury, tandis que le Rad Brook (en) ainsi que le Rea Brook (en), qui coule vers le nord-est depuis sa source à Marton Pool près de la frontière galloise, rejoint le Severn dans la ville. L'affluent de la rive gauche, la rivière Tern (en), après avoir coulé vers le sud depuis Market Drayton et avoir été rejoint par la rivière Meese (en) et la Roden (en), rencontre la Severn à Attingham Park.
La rivière Worfe (en) rejoint la rive gauche de la Severn en amont de Bridgnorth, avant que les ruisseaux Mor, Borle et le Dowles (en) ne rencontrent la rive opposée sur les quelques kilomètres suivants, le Dowles alimentant Wyre Forest (en). La rivière Stour coule au nord du Worcestershire dans les Clent Hills (en), près de l'église St Kenelm à Romsley. Elle poursuit son cours dans les adjacentes Midlands de l'Ouest à Halesowen. Elle se dirige ensuite vers l'ouest à travers Cradley Heath et Stourbridge, d'où elle quitte le Black Country. Elle est rejointe par le ruisseau Smestow à Prestwood (en) avant de serpenter vers le sud jusqu'à Kinver, et revient ensuite dans le Worcestershire. Elle passe ensuite par Wolverley (en), Kidderminster et Wilden (en) jusqu'à sa confluence avec le Severn à Stourport-on-Severn. Les ruisseaux Dick (en), Shrawley et Grimley entrent par la rive droite avant que la rivière Salwarpe (en), qui traverse Droitwich, n'entre par la rive (est) opposée.
La rivière Teme (en) coule vers l'est depuis sa source dans le Pays de Galles central, chevauchant la frontière entre le Shropshire et le Herefordshire ; elle est rejointe par la rivière Onny, le Corve et le Rea (en) avant qu'il ne rejoigne enfin la Severn en bordure sud de Worcester. Le ruisseau Bushley se jette en amont de la confluence de l'Avon du Warwickshire et du Severn à Tewkesbury. Un parmi plusieurs Avon, celui-ci coule vers l'est par Rugby, Warwick et Stratford-upon-Avon. Il est ensuite rejoint par son affluent, la rivière Arrow (en), avant de se jeter dans la Severn. Les rivières Swilgate (en) et Chelt (en) rejoignent alors la rive gauche de la Severn, tout comme les ruisseaux Hatherley et Horsbere, avant d'atteindre Gloucester. La rivière Leadon (en) entre le canal ouest à marées de la Severn à Over, immédiatement à l'ouest de Gloucester. La rivière Frome est le deuxième affluent d'importance à entrer dans la portion à marées de la Severn, ce faisant à Framilode. Le ruisseau Bideford arrose la partie la plus orientale de la forêt de Dean, pénétrant l'estuaire de la Severn à l'est de Blakeney (en). Sur la rive opposée (sud-est), le cours de la rivière Cam est détourné par le canal de Gloucester et Sharpness, avant d'atteindre l'estuaire. Le Lyd entre la rive ouest de l'estuaire à Lydney Harbour, à l'opposé de là où Berkeley Pill emmène les eaux du petit Avon (en). Le dernier affluent avant le Pont sur la Severn est l'ensemble des cours d'eau s'intégrant par l'Oldbury Pill. 
La rivière Wye, à partir de sa source à Plynlimon dans le pays de Galles (à 3 kilomètres de la source de la Severn), coule globalement vers le sud-est à travers les villages gallois de Rhayader et de Builth Wells. Elle entre le Herefordshire, coule par Hereford, et est rejointe peu après par le Lugg, avant de traverser Ross-on-Wye et Monmouth, puis va vers le sud où elle forme une partie de la frontière entre l'Angleterre (Forêt de Dean) et le pays de Galles. Elle se jette enfin dans l'estuaire de la Severn au sud de la ville de Chepstow.
Les ruisseaux Mounton (en) et Nedern (en) entrent par le côté du Monmouthshire entre les intersections avec deux autoroutes. Le port de Bristol est sur l'estuaire de la Severn, où un autre Avon y coule par les gorges de l'Avon. La rivière Usk et l'Ebbw (en) se jettent dans l'estuaire à Uskmouth (en), juste au sud de Newport.

## Hydrologie
Son régime hydrologique est dit pluvial océanique.

## Aménagements et écologie

### Canaux
Un réseau de canaux la fait communiquer avec la Tamise, la Trent et la Mersey. Depuis 1886, un tunnel (en) ferroviaire de 7 011 m passe sous l'embouchure de la Severn au nord de Bristol. 

### Ponts
Le pont construit en 1965 et profilé comme une aile d'avion, est considéré comme le premier pont suspendu de type moderne[réf. nécessaire]. Le second pont, emprunté depuis 1996 par l'autoroute M4 entre Redwick et Caldicot, a une portée principale de 456 m sur une longueur totale de 5 126 m.

## Étymologie
Elle doit son nom latin Sabrina à une légende associant une princesse qui serait morte dans les eaux du fleuve. Le prénom doit son origine au fleuve.

## Source
- (en) Cet article est partiellement ou en totalité issu de l’article de Wikipédia en anglais intitulé « River Severn » (voir la liste des auteurs).